# Шомокса
Шо́мокса (Шемокса, Шемокс) — река в России, протекает в Великоустюгском районе Вологодской области. Устье реки находится в 727 км по правому берегу реки Северная Двина. Длина реки составляет 67 км.
Исток Шомоксы находится западнее посёлка Сусоловка близ границы трёх областей — Вологодской, Кировской и Архангельской. Вскоре после истока протекает посёлок Химзавод (Сусоловское сельское поселение), после чего течёт вплоть до последних километров перед устьем по ненаселённому лесу. Генеральное направление течения — запад, русло крайне извилистое.
В нижнем течении на берегах реки — деревни Павшино, Погорелово и нежилая деревня Бернятино.
В километре от Северной Двины дробится на несколько рукавов, основной течёт южнее прочих, впадает в Северную Двину 8 километрами ниже Великого Устюга около деревни Поповское (Шемогодское сельское поселение) и пристани «Устье реки Шомоксы». Северный рукав долгое время течёт параллельно Северной Двине и впадает в неё десятью километрами ниже.

## Притоки (км от устья)
- 14 км: Павложья (лв)[2].
- 20 км: Терентьевка (лв).
- 42 км: Ишкома (лв)

## Данные водного реестра
По данным государственного водного реестра России относится к Двинско-Печорскому бассейновому округу, водохозяйственный участок реки — (Малая) Северная Двина от начала реки до впадения реки Вычегда, без рек Юг и Сухона (от истока до Кубенского гидроузла), речной подбассейн реки — Малая Северная Двина. Речной бассейн реки — Северная Двина.
По данным геоинформационной системы водохозяйственного районирования территории РФ, подготовленной Федеральным агентством водных ресурсов:
- Код водного объекта в государственном водном реестре — 03020100312103000013477
- Код по гидрологической изученности (ГИ) — 103001347
- Код бассейна — 03.02.01.003
- Номер тома по ГИ — 03
- Выпуск по ГИ — 0